# Zsengellér József (teológus)
Zsengellér József (Budapest, 1966. augusztus 4. –) magyar református lelkész, teológus, hebraista, egyetemi tanár.

## Életpályája

### Tanulmányai
A Károli Gáspár Református Egyetem Hittudományi Karán szerzett diplomát 1991-ben, majd 1992-ben diplomázott  az ELTE BTK Hebraisztikai Tanszékén. 1991 február és augusztus között ösztöndíjjal a Jeruzsálemi Héber Egyetemen tanult majd 1991 október és 1993 szeptember, valamint 1997 január és szeptember között ösztöndíjas volt az Utrechti Egyetemen (PhD: 1998: Gerizim as Israel). 2002-ben habilitált az Evangélikus Hittudományi Egyetemen. 1999-ben nevezték ki  egyetemi tanárrá.

### Szakmai tevékenysége
1993 és 1997 tanársegéd, KRE HTK Bibliai Teológiai és Vallástörténeti Tanszék; 1998-2008: tanszékvezető, Pápai Református Teológiai Akadémia Ószövetségi Tanszék, 2000-2008 között rektorhelyettes; 2008-tól tanszékvezető egyetemi tanár KRE HTK Bibliai Teológiai és Vallástörténeti Tanszék. 2011-20017 a KRE HTK dékánja, 2016-2019 a KRE stratégiai rektorhelyettese, 2019-2020 a KRE rektora.

## Társadalmi szerepvállalásai
Több nemzetközi szakmai szervezet tagja (ISDCL; SBL; SÉS), a Magyar Hebraisztikai Társaság elnöke.

## Munkái
- (publikációk listája)
- "Fölépítik fiaid az ősi romokat". Székfoglaló előadások; szerk. Zsengellér József; PRTA, Pápa, 1999 (Acta theologica Papensia)
- Hagyomány és előzmény. Intertestamentális tanulmányok; szerk. Zsengellér József; PRTA, Pápa, 1999 (Acta theologica Papensia)
- Kálvin mozaikok. Tanulmányok a nagy reformátor életéről és munkásságáról; szerk. Zsengellér József; PRTA, Pápa, 2000 (Acta theologica Papensia)
- Pápa és Debrecen. Emlékkönyv Dr. Tóth Endre egyháztörténész professzor születésének 100. évfordulójára; szerk. Zsengellér József; PRTA, Pápa, 2000 (Acta theologica Papensia)
- Széfer Jószéf  tanítványok tanulmánykötete a tanítómester rabbi, Prof. Dr. Schweitzer József tiszteletére, 80. születésnapja alkalmából ssays in honor of Joseph Schweitzer; szerk. Zsengellér József; Open Art, Bp., 2002
- Egyháztörténeti pillanatképek. Színdarabok; szerk. Zsengellér József; PRTA, Pápa, 2003 (Pápai eperfa könyvek)
- "Tisztán tisztát". Ünnepi kötet Dr. Márkus Mihály püspök-professzor 60. születésnapja tiszteletére; szerk. Vladár Gábor, Zsengellér József; Pápai Református Teológiai Akadémia, Pápa, 2003
- Az "igazi" izraeliták. Tanulmányok a samaritánus közösség ókori történetéről és irodalmáról; Zsengellér József; PRTA, Pápa, 2004 (Simeon könyvek)
- Örömben és bánatban csendesen. Tanulmányok a 350 éves Tatai Egyházmegyéről; összeáll. Szabó Előd, szerk. Zsengellér József; PRTA, Pápa, 2004 (Pápai eperfa könyvek)
- A pergamentől a számítógépig. Szent iratok és a média régen és ma; szerk. Zsengellér József; PRTA, Pápa, 2004 (Acta theologica Papensia)
- Szakmaiság és keresztyén etika. Etikai előadások; szerk. Zsengellér József; Református Közéleti és Kulturális Központ, Bp., 2004
- Szövetségek erőterében. A deuterokanonikus irodalom alapvető kérdései; szerk. Xeravits Géza, Zsengellér József; PRTA–L'Harmattan, Pápa–Bp., 2004 (Deuterocanonica)
- The book of Tobit. Text, tradition, theology. Papers of the first International Conference on the Deuterocanonical Books, Pápa, Hungary, 20-21 May, 2004; szerk. Xeravits Géza, Zsengellér József; Brill, Leiden–Boston, 2005 (Supplements to the Journal for the study of Judaism)
- Tobit/Tóbiás könyve. Szöveg, hagyomány, teológia; szerk. Xeravits Géza, Zsengellér József; PRTA–L'Harmattan, Pápa–Bp., 2005 (Deuterocanonica)
- Bálám könyve; KRE HTK Doktori Iskola–L'Harmattan, Bp., 2006
- Magyarország és a keresztes háborúk. Lovagrendek és emlékeik; szerk. Laszlovszky József, Majorossy Judit, Zsengellér József; Attraktor, Máriabesnyő-Gödöllő 2006
- The books of the Maccabees: history, theology, ideology apers of the second International Conference on the Deuterocanonical Books, Pápa, Hungary, 9-11 June, 2005; szerk. Xeravits Géza, Zsengellér József; Brill, Leiden–Boston, 2007 (Supplements to the Journal for the study of Judaism)
- Istenre várva szövetségi evangélizációs sorozatok; Open Art, Bp., 2008
- Studies in the Book of Ben Sira. Papers of the third International Conference on the Deuterocanonical books, Shime'on Centre, Pápa, Hungary, 18-20 May, 2006; szerk. Xeravits Géza, Zsengellér József; Brill, Leiden–Boston, 2008 (Supplements to the Journal for the study of Judaism)
- Hebraisztikai tanulmányok; szerk. Schweitzer József, Zsengellér József; L'Harmattan–Magyar Hebraisztikai Társaság, Bp., 2009 (Studia Hebraica Hungarica)
- Deuterocanonical additions of the Old Testament books. Selected studies; szerk. Xeravits Géza, Zsengellér József; De Gruyter, Berlin–New York, 2010 (Deuterocanonical and cognate literature studies)
- Textus és kontextus. Az Ószövetség megértésének lehetőségei; L'Harmattan, Bp., 2011 (Coram Deo)
- "A szentnek a megismerése ad értelmet" onferentia rerum divinarum, 1-2.; szerk. Zsengellér József, Trajtler Dóra Ágnes; KRE–L'Harmattan, Bp., 2012 (Questiones theologiae)
- Felebarát vagy embertárs. Bibliafordítások és használatuk a mai Magyarországon; szerk. Fabiny Tibor, Pecsuk Ottó, Zsengellér József; Hermeneutikai Kutatóközpont Alapítvány–Luther–Kálvin, Bp., 2014
- A kánon többszólamúsága. A héber Biblia–Ószövetség szöveg- és kánontörténete; L'Harmattan–Kálvin, Bp., 2014
- Rewritten Bible after fifty years: texts, terms or techniques? A last dialogue with Geza Vermes; szerk. Zsengellér József; Brill, Leiden–Boston, 2014 (Supplements to the Journal for the study of Judaism)
- Felelet a Mondolatra. Tanulmányok a 60 éves Bogárdi Szabó István tiszteletére; szerk. Zsengellér József, Kodácsy Tamás; KRE–L'Harmattan–PRTA, Bp.–Pápa 2016 (Acta theologica Papensia)
- Manassé imája: Egy bibliai apokrif karrierje. Lectio Divina 25. Szent Mauríciusz Monostor - L'Haramattan, Bakonybél - Budapest, 2021.